# Ganotzgraben
Der Ganotzgraben ist ein rund 1,1 Kilometer langer, rechter Nebenfluss der Kainach in der Steiermark.

## Verlauf
Der Ganotzgraben entsteht im südwestlichen Teil der Gemeinde Kainach bei Voitsberg, im nordwestlichen Teil der Katastralgemeinde Kohlschwarz, südwestlich des Hauptortes Kainach bei Voitsberg, südlich des Hofes Moki und nordöstlich des Hofes Ganotz. Er fließt zuerst in einem flachen Linksbogen und anschließend relativ gerade insgesamt nach Nordosten. Im Nordwesten der Katastralgemeinde Kohlschwarz mündet er südlich des Hauptortes Kainach bei Voitsberg und des Gasthofes Lind und nordöstlich des Hofes Hemmer etwa 150 Meter westlich der L341 in die Kainach, die danach nach links abbiegt. Auf seinem Lauf nimmt der Ganotzgraben von rechts zwei unbenannte Wasserläufe auf.